# Ségrégation en Irlande du Nord

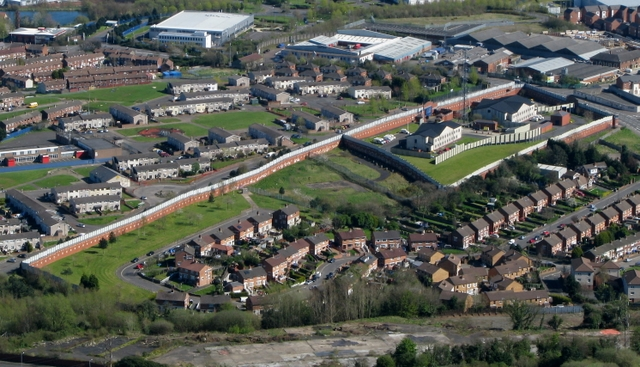
Un mur de plus de 5 mètres de haut sépare deux quartiers de Belfast. Un poste de police fortifié se trouve sur la droite de l'image.

La ségrégation en Irlande du Nord désigne la séparation et les inégalités dans tous les domaines de la vie quotidienne entre les différentes communautés protestante et catholique. Elle a longtemps été une volonté politique. Ce système s'est en effet mis en place et a fonctionné pendant 50 ans avec la bienveillante indulgence des gouvernements successifs à Westminster, quelles que soient leurs sensibilités politiques. De forts différends politiques, religieux et ethniques ont opposé la minorité catholique, majoritairement d'origine irlandaise, républicaine ou nationaliste, à la majorité protestante, descendant des planteurs anglais et écossais, unioniste ou loyaliste. 
Elle est souvent considérée comme une cause et une conséquence du conflit nord-irlandais. Depuis les accords du Vendredi Saint, le processus de paix vise à lutter contre cette ségrégation.

## Découpage électoral
Les six comtés qui constituent l'Irlande du Nord sont découpés à sa fondation de manière à permettre la victoire des partis unionistes, même dans les zones où les catholiques sont majoritaires. Trois types d'élections avaient cours en Irlande du Nord avant les réformes des années 1970 : un système au suffrage universel, identique à celui des autres nations constitutives pour celles du Parlement du Royaume-Uni, un système censitaire pour les élections locales (municipales) où les trois quarts des adultes avaient le droit de vote et un système  avec double vote où les propriétaires d'entreprises, presque tous protestants, et leurs épouses disposaient d'un vote supplémentaire pour celles du Parlement d'Irlande du Nord. Face aux tentatives sécessionnistes de certains conseils municipaux nationalistes, la représentation proportionnelle est abolie en 1922 par le Premier ministre James Craig, renforçant l'Ulster Unionist Party. A Derry, 10 000 catholiques ne sont représentés que par 8 sièges au conseil municipal, tandis que 7 500 protestants en possèdent 12.
En raison du gerrymandering, la démocratie n'est pendant longtemps qu'une façade. Plus de la moitié des sièges du Parlement d'Irlande du Nord n'ont qu'un seul candidat, les quelques députés nationalistes élus ne siégeant pratiquement jamais jusqu'en 1965. Il est de facto nécessaire de faire partie de l'ordre d'Orange pour être candidat unioniste.
Le scrutin à vote unique transférable est utilisé depuis 1998 pour l'élection des membres de l'Assemblée d'Irlande du Nord, ce qui permet aux nationalistes, unionistes, et autres partis politiques d'avoir une représentation. L'exécutif d'Irlande du Nord comporte obligatoirement un membre de chaque communauté, afin de permettre le partage du pouvoir.

## Logement
La distribution des logements sociaux étant confiée aux conseils locaux, la population protestante en profite plus, du fait du système électoral favorisant les unionistes. En effet, par le système censitaire en vigueur pour les élections locales, les sous-locataires, pensionnaires au mois ou à la semaine, ou encore les adultes vivant chez leurs parents, sont exclus du vote. En 1969, 57 des 68 conseils municipaux sont à majorité unioniste. Cette discrimination permet d'augmenter, grâce au système censitaire, le nombre d'électeurs de l'Ulster Unionist Party. 
En 2017, 90 % des logements sociaux sont toujours habités par des membres de la communauté protestante.

## Emploi
Le chômage, jusqu'au Fair Employment Act de 1976 et 1989, touche plus durement la population catholique, parfois au double de la population protestante. La majorité des gros employeurs étant protestants, il existe une forte discrimination à l'embauche. Le gouvernement d'Irlande du Nord lui-même soutient ces pratiques. Ainsi Basil Brooke, alors ministre de l'Agriculture, dit en 1934 : « Je recommande à ceux qui sont loyalistes de ne pas employer des catholiques romains, 99 % d'entre eux sont déloyaux. ». En 1933, le ministre du Travail, John Andrews, se vante ouvertement d'avoir au Stormont trente portiers protestants et un catholique à titre temporaire. 
Le facteur de la qualification professionnelle n'est pas suffisant pour expliquer l'écart entre le taux de chômage de la communauté catholique et celui de la communauté protestante. Le prolétariat protestant voit en effet dans son appartenance religieuse une forme minimale de "sécurité de l'emploi". Le patronat nord-irlandais n'a pas hésité à instrumentaliser les animosités confessionnelles en jouant une communauté contre une autre, pour entraver le développement d'un esprit de classe prolétaire à même de défendre conjointement les intérêts des deux communautés. Une nuance doit être apportée à ce constat au vu des conséquences de la Grande dépression qui a temporairement rapproché le prolétariat des deux communautés lors des marches de la faim d'octobre 1932. Ce moment d'Union a été éphémère, l'Irlande du Nord sombrant dans de sanglants affrontements communautaires en 1935. Le clivage de la lutte de classes ne parvient pas à surmonter le clivage confessionnel. 
Jusqu'à l'application du Direct Rule en 1972, une forte discrimination règne aussi dans l'administration. Ainsi en 1959, seuls 6 % des fonctionnaires sont catholiques. En 1934, aucun d'entre eux ne possède une haute charge civile.
En 2011, le taux de chômage des catholiques était de 9 %, contre 6 % chez les protestants, mais en 2015 ces chiffres étaient les mêmes à 6 %.

## Éducation
Les écoles publiques, gérées par l'État, sont largement protestantes, tandis que la plupart des enfants catholiques assistent aux cours dans des écoles privées confessionnelles. En 2006, 90 % des élèves étaient membres d'un établissement monoreligieux. Selon des chiffres de 2002, 93,6 % des enfants protestants fréquentaient un établissement protestant, et 92,2 % des catholiques un établissement catholique. Quelques écoles mixtes existent et permettent une meilleure compréhension entre les communautés, mais restent l'exception. Les écoles privées protestantes, créées par Ian Paisley, et les gaelscoileanna qui enseignent en irlandais existent mais sont extrêmement marginales et elles aussi s'adressent à une communauté.
En 2021, il existe une soixantaine d'écoles intégrées, c'est-à-dire mélangeant les deux communautés, qui enseignent à 7 % des élèves. La tendance est à une augmentation du nombre des écoles intégrées.

## Police
La Royal Ulster Constabulary devait à l'origine être composée d'un tiers de catholiques, elle n'en contenait que 10 %. L'Ulster Special Constabulary, force supplétive plus lourdement armée, était composée de 100 % de protestants. La police, en collusion avec des groupes paramilitaires loyalistes pendant le conflit nord-irlandais, multipliait les violences contre les catholiques.
Le Service de police d'Irlande du Nord remplace la RUC en 2001, et vise à recruter 50 % de catholiques et 50 % de non-catholiques, afin de mettre fin à la ségrégation dans la police. En 2011, près de 30 % du PSNI était ainsi d'origine catholique.

## Sports
Si les sports « neutres » comme le football ou le cyclisme sont pratiqués par les membres des deux communautés, le cricket ou le hockey sont des sports pratiqués par les Britanniques, quand les sports gaéliques comme le football ou le handball gaéliques sont pratiqués par les Irlandais. L'appartenance à l'association athlétique gaélique, qui interdisait par sa rule 21 aux membres de l'armée ou de la police britannique de participer, était un marqueur de la revendication nationaliste pendant le conflit nord-irlandais.

## Conséquences
Cause principale du conflit nord-irlandais, la discrimination subie par les catholiques nord-irlandais provoque un exode de population. Entre 1937 et 1961, 90 000 catholiques émigrent. Un mouvement pour les droits civiques se lance au milieu des années 1960.
Durant le conflit, on observe une émigration massive des populations protestantes vers l'Angleterre, par exemple, plus de 80% de la population protestante de Londonderry a quitté la ville entre 1968 et 1998.